# اللغة الفرنسية الوسطى
اللغة الفرنسية الوسطى (بالفرنسية: moyen français
)‏ هي اللغة الفرنسية التي كانت مستخدمة في الفترة الممتدة من منتصف القرن الرابع عشر حتى أوائل القرن السابع عشر. تعتبر الفرنسية الوسطى فترة انتقالية، حيث أصبحت الفرنسية مميزة بشكل واضح عن لغات الأويل المتنافسة التي تندرج أحيانا تحت مصطلح اللغة الفرنسية القديمة، وتم فرض اللغة الفرنسية كلغة رسمية في مملكة فرنسا بدلا من اللاتينية واللغات القسطانية، أدى التطور الأدبي للغة الفرنسية إلى إعداد المفردات والقواعد للغة الفرنسية الكلاسيكية التي تحدث بها بالقرنين السابع عشر والثامن عشر.
تعتبر اللغة الفرنسية الوسطى مفهومة إلى حد كبير بالنسبة لمتحدثي الفرنسية الحديثة، على عكس الفرنسية القديمة.